# Jigawa
Jigawa is een Nigeriaanse staat. De hoofdstad is Dutse, de staat heeft 5.154.167 inwoners (2007) en een oppervlakte van 23.154 km².

## Lokale bestuurseenheden
Er zijn 27 lokale bestuurseenheden (Local Government Areas of LGA's). Elk LGA wordt bestuurd door een gekozen raad met aan het hoofd een democratisch gekozen voorzitter.
De lokale bestuurseenheden zijn:
| - Auyo - Babura - Biriniwa - Birnin-Kudu - Buji - Dutse - Gagarawa - Garki - Gumel - Guri - Gwaram - Gwiwa - Hadejia - Jahun |  | - Kafin-Hausa - Kuagama - Kazuare - Kiri-Kasama - Kiyawa - Maigatari - Malam-Maduri - Miga - Ringim - Roni - Sule-Tankakar - Taura - Yankwashi |

Abia · Adamawa · Akwa Ibom · Anambra · Bauchi · Bayelsa · Benue · Borno · Cross River · Delta · Ebonyi · Edo · Ekiti · Enugu · Gombe · Imo · Jigawa · Kaduna · Kano · Katsina · Kebbi · Kogi · Kwara · Lagos · Nassarawa · Niger · Ogun · Ondo · Osun · Oyo · Plateau · Rivers · Sokoto · Taraba · Yobe · Zamfara
Federaal district: Federal Capital Territory